# Кадыши
Ка́дыши (чув. Катăш) — село в Вурнарском районе Чувашской Республики. Входит в состав Вурманкасинского сельского поселения.

## География
Находится в центральной части Чувашии, на расстоянии приблизительно 9 км на северо-запад по прямой от районного центра поселка Вурнары на левобережье речки Средний Цивиль.

## История
Известно с 1858 года как околоток деревни Озёрная Абызова (ныне деревни Кюльхири) с 99 жителями. В 1897 году было учтено 215 жителей, в 1926 — 82 двора, 407 жителей, в 1939—473 жителя, в 1979—270. В 2002 году было 67 дворов, в 2010 — 53 домохозяйства. В 1930 году был образован колхоз «Сют хвел». В период с 1908 по 1939 действовал храм, освящённый во имя Святого Авраамия Болгарского.

## Население
Постоянное население составляло 169 человек (чуваши 99 %) в 2002 году, 136 в 2010.